# Heroina (film)
Heroina (oryg. tytuł Tie wa) – hongkoński dramatyczny film akcji z elementami sztuk walki z 1973 roku w reżyserii Lo Wei.
Film zarobił 287 494 dolarów hongkońskich w Hongkongu.

## Obsada
Źródło: Filmweb

- Jackie Chan – Japończyk (Chen Yuen Lung)[2]
- Wei Ou – Lei
- Pei-pei Cheng – Shao Ying
- James Tien – Chiński rewolucjonista
- Jô Shishido
- Fu Ching Chen
- Yuet Sang Chin
- Siu Loi Chow
- Chun Erh
- Ti Hsieh
- Tsan-hsiung Ku
- Wen Chun Ma
- Yuen Man Meng
- Yukio Someno
- Lan Sun
- Mi Tien
- Tung Ting
- Ming-tsai Wu
- Yuen Biao
- Corey Yuen
- Yuen Wah
- Lo Wei – komisarz Wu
- Yin-Chieh Han – policjant tajnych służb